# Cantabria (rete tranviaria di Madrid)
Cantabria è una stazione della linea ML3 della rete tranviaria di Madrid.
Si trova presso l'omonima Avenida, di fronte alla Ciudad Financiera del Banco Santander, a ovest del Polígono Industrial Prado del Espino di Boadilla del Monte.

## Storia
È stata inaugurata il 27 luglio 2007 insieme alle altre stazioni della linea.